# John Holland
John Holland, 2.º Duque de Exeter KG (29 de marzo de 1395 – 5 de agosto de 1447) fue un noble y jefe militar inglés durante la guerra de los Cien Años.

## Antecedentes familiares
Era el segundo hijo de John Holland y Elizabeth Plantagenet. Sus abuelos maternos eran Juan de Gante y Blanche de Lancaster. Por tanto, era medio sobrino del rey Ricardo II de Inglaterra, sobrino de Enrique IV de Inglaterra, y primo carnal de Enrique V de Inglaterra.
Cuando Holland era solo un niño, su padre (partidario de la Casa de York) comenzó a conspirar contra Enrique IV (miembro de la Casa de Lancaster que había derrocado y asesinado a Ricardo II de Inglaterra). Descubierto, fue desposeído de sus cargos y ejecutado en forma sumaria.

## En Agincourt
Tras la ejecución de su padre, se ofreció al joven Holland salvar su vida, para lo cual debía someterse a la autoridad de su primo Enrique V, que en 1415 lo llamó como ayudante y confidente y lo llevó consigo a la campaña de Francia. Holland contribuyó al esfuerzo de guerra con lo poco que poseía: llevó al continente 20 hombres de armas (que podían combatir como infantes o caballeros montados) y 60 arqueros a pie.
Llegada la flota inglesa a la desembocadura del Sena, Enrique V ordenó sitiar y capturar la fortaleza de Honfleur, que dominaba el estuario y era necesario erradicar a fin de recibir suministros por allí y poder escapar del país si la suerte se volvía adversa.
El 15 de septiembre de 1415, luego de un extenuante sitio y asedio, donde menudeó el fuego graneado de artillería contra las murallas de la ciudad fortificada, Holland consiguió capturar el bastión principal de Honfleur y abrir una brecha en las defensas, sellando así la suerte de la ciudad, que, tras violentos combates, se rindió el día 23 tras cinco semanas de hambre y sed.
Como todo el ejército inglés, tanto Holland (que a la sazón contaba solo 20 años de edad) como los hombres a su mando sufrieron la terrible epidemia de disentería que llevó a miles de nobles y plebeyos a la tumba. Tanto así, que de sus 20 hombres de armas solo 16 llegaron por su propio pie al campo de batalla de Agincourt y de sus 60 arqueros 35 sucumbieron en el sitio. Sin embargo, Juan sobrevivió a la batalla, celebrada el 25 de octubre y que resultó crucial para esa etapa de la guerra de los Cien Años.

## Después de Agincourt
Al año siguiente (1416) se le devolvió el condado de Huntingdon que había poseído su padre, y fue nombrado caballero de la Orden de la Jarretera (su hermano mayor Richard había muerto en 1400).
A lo largo de los cinco años siguientes realizó importantes servicios con las tropas inglesas en Francia, hasta que fue capturado por los franceses en 1421 en la batalla de Baugé. Permaneció cautivo cuatro años, para ser liberado en 1425.
El 6 de marzo de 1427 se casó con Lady Anne Stafford (muerta el 20 de septiembre de 1432), hija de Edmund Stafford, 5.º Conde de Stafford, con la que tuvo un hijo, Henry Holland, 3.er duque de Exeter (1430–1475).
Se casó por segunda vez con Beatriz de Portugal (muerta el 25 de octubre de 1439) el 20 de enero de 1433.
Finalmente, se casó con Anne Montagu (muerta el 28 de noviembre de 1457), hija de John Montacute, 3.er Conde de Salisbury, con la que tuvo una hija, Anne Holland (muerta el 26 de diciembre de 1486), casada en primer lugar con Sir John Neville (muerto en 1450), hijo de Ralph Neville, 2.º Conde de Westmorland; casada en segundo lugar con John Neville, 1.er Barón Neville de Raby; casada en tercer lugar con James Douglas, 9.º Conde de Douglas.
En 1435 fue nombrado Lord Almirante (Lord High Admiral) de Inglaterra, Irlanda y Aquitania por el consejo de regencia de Enrique VI, y en 1439 fue nombrado teniente del rey en Aquitania, y posteriormente gobernador de Aquitania.
Holland recuperó el ducado de Exeter que había pertenecido a su padre en 1439. A su muerte en 1447, le sucedió como duque su hijo Henry.

## Sus armas
Los pendones y el escudo que John Holland llevó a la guerra de los Cien Años eran: el real de Inglaterra (tres leones en oro sobre fondo de gules) con bordura de Francia antigua (flores de lis en oro sobre campo de azur).